# Celeste Meccia
Celeste „Chalin“ Meccia (* 26. Mai 1986 in Buenos Aires) ist eine argentinische Handballspielerin, die meist auf der Position der Kreisläuferin eingesetzt wird, darüber hinaus aber flexibel einsetzbar ist und die vor allem in der Disziplin Beachhandball erfolgreich war. Sie besitzt auch die italienische Staatsbürgerschaft. Zwischen 2008 und 2022 war sie über 14 Jahre Mitglied und mehrere Jahre Spielführerin der argentinischen Nationalmannschaft und versäumte in dieser Zeit von 17 möglichen Turnieren nur eines. Unter anderem mit ihrer Person ist der stetige Aufstieg der argentinischen Beachhandball-Nationalmannschaft in diesem Zeitraum verbunden.

## Hallenhandball
Meccia begann mit dem Handball bei den Argentinos Juniors. Ihr Vater Jorge war dort Trainer, der Entschluss, mit dem Handball zu beginnen, war aber nicht vom Vater gesteuert, sondern Meccias eigener Wunsch. Später spielte sie für CA Vélez Sarsfield, von 2012 bis 2016 beim Atlético Boxing Club in Río Gallegos. Ab 2016 spielte Meccia mehrere Jahre Hallenhandball in Frankreich und Italien. 2016/17 spielte sie für den Erstligisten (Serie A1) Ariosto Ferrara, 2017/18 für den Zweitligisten (Serie A2) Albatro Siracusa. 2018/19 war sie ein Jahr lang für Handball Beaune in der dritten französischen Liga aktiv. 2019/20 wechselte sie zurück in die erste italienische Liga zu Ariosto Ferrara, 2020/21 stand sie beim italienischen Zweitligisten Aretusa Handball unter Vertrag.
Als Trainerin betreute Meccia zunächst Nachwuchsmannschaften verschiedener Altersklassen, von 2012 bis 2016 die Frauenmannschaft des Atlético Boxing Club.

## Beachhandball
Im Beachhandball spielt Meccia sowohl auf der Position einer Pivot (Linienspielerin/Shooter) als auch als zentrale Defensivspielerin. Sie begann 2007 mit der Sportart.

### Nationalmannschaft
Nach einem ersten Versuch bei den ersten Pan-Amerikanische Meisterschaften 2004 dauerte es bis 2008, dass Argentinien mit Nachdruck am Aufbau einer Beachhandball-Nationalmannschaft arbeitete. Zur ersten Generation dieser Spielerinnen gehörte auch Meccia. Neben Ivana Eliges war sie die einzige Spielerin, die bis 2022 Teil der Nationalmannschaft blieb, mit Florencia Ibarra spielte sie zehn Jahre zusammen. Nach einem ersten gemischten Turnier mit Nationalmannschaften und Vereinen in Rawson, das Argentinien auf dem letzten Rang beendete, folgten die Panamerika-Meisterschaften 2008, wo Argentinien als viertplatzierte Mannschaft noch knapp eine Medaille verpasste. Diese gewann Meccia schließlich im Jahr darauf bei den Südamerikanischen Beach Games 2009 mit der Bronzemedaille. Nächstes Turnier waren erneut die South-American Beach Games 2011, es war das einzige Turnier welches Meccia verpasste. Der Grund war nicht sportlicher Natur, sondern ein Bruch ihrer Hand. Bei den Panamerika-Meisterschaften 2012 war sie wieder Teil des Teams, mit dem Meccia ihre zweite Bronzemedaille gewann. 2014 wurde ein besonders aktives Jahr. Zunächst gewann Meccia bei den Panamerika-Meisterschaften ihre dritte Bronzemedaille und qualifizierte sich mit ihrer Mannschaft damit auch erstmals für eine Weltmeisterschaft. Im weiteren Jahresverlauf standen aber zunächst die South-American Beach Games an, wo die argentinische Mannschaft das erste Mal ein Finale erreichte und sich in Vargas nur noch den Gastgebern aus Venezuela geschlagen geben mussten. Weniger erfolgreich verliefen die ersten Weltmeisterschaften in Recife im Nachbarland Brasilien. Argentinien belegte den elften und damit vorletzten Platz, konnte einzig Australien hinter sich lassen.
Nachdem Meccia 2015 mit Argentinien nur am Anden-Cup gestartet war, stand 2016 erneut die Panamerika-Meisterschaft an und wiederum wurde das Finale erreicht, nun aber Brasilien, der vorherrschenden Beachhandball-Macht auf dem amerikanischen Doppelkontinent und einer der stärksten Mannschaften der Welt, unterlegen. Dennoch konnte zum zweiten Mal die Teilnahme an einer Weltmeisterschaft erreicht werden. In Budapest konnte Argentinien das Turnier weitaus besser als beim ersten Mal gestalten und belegte am Ende Rang sieben. Zudem gelang über die Kontinentalmeisterschaft die Qualifikation für die World Games 2017 in Breslau. In Polen konnte Meccia mit ihren Argentinierinnen den bis dahin größten Erfolg für ihr Land im Handball überhaupt erreichen. Nach einer eher schwachen Vorrunde mit nur einem Sieg über Tunesien und zwei Niederlagen gegen Norwegen und Spanien konnte Argentinien mit zwei Siegen im Shootout über Australien und Norwegen das Finale gegen den Erzrivalen aus Brasilien erreichen, das aber klar verloren wurde. Die Silbermedaille war dennoch ein immenser Erfolg. 2018 brachte die letztmalige Austragung der Panamerika-Meisterschaften. Für einen Teil der langjährigen Mitspielerinnen Meccias sollte es das letzte Turnier werden, Argentinien befand sich in einer Umbruchphase. Dementsprechend schwach verlief das Turnier, bei dem nur ein fünfter Rang belegt wurde. Dennoch war das Jahr für Argentinien durch den Gewinn einer ersten Beachhandball-Goldmedaille auf Weltebene bei den Olympischen Jugendspielen in Meccias Heimat Buenos Aires ein voller Erfolg. In das Ziel Gold wurde in den Jahren zuvor viel Energie gesteckt, das sich in den folgenden Jahren auch in der A-Nationalmannschaft bemerkbar machen sollte.

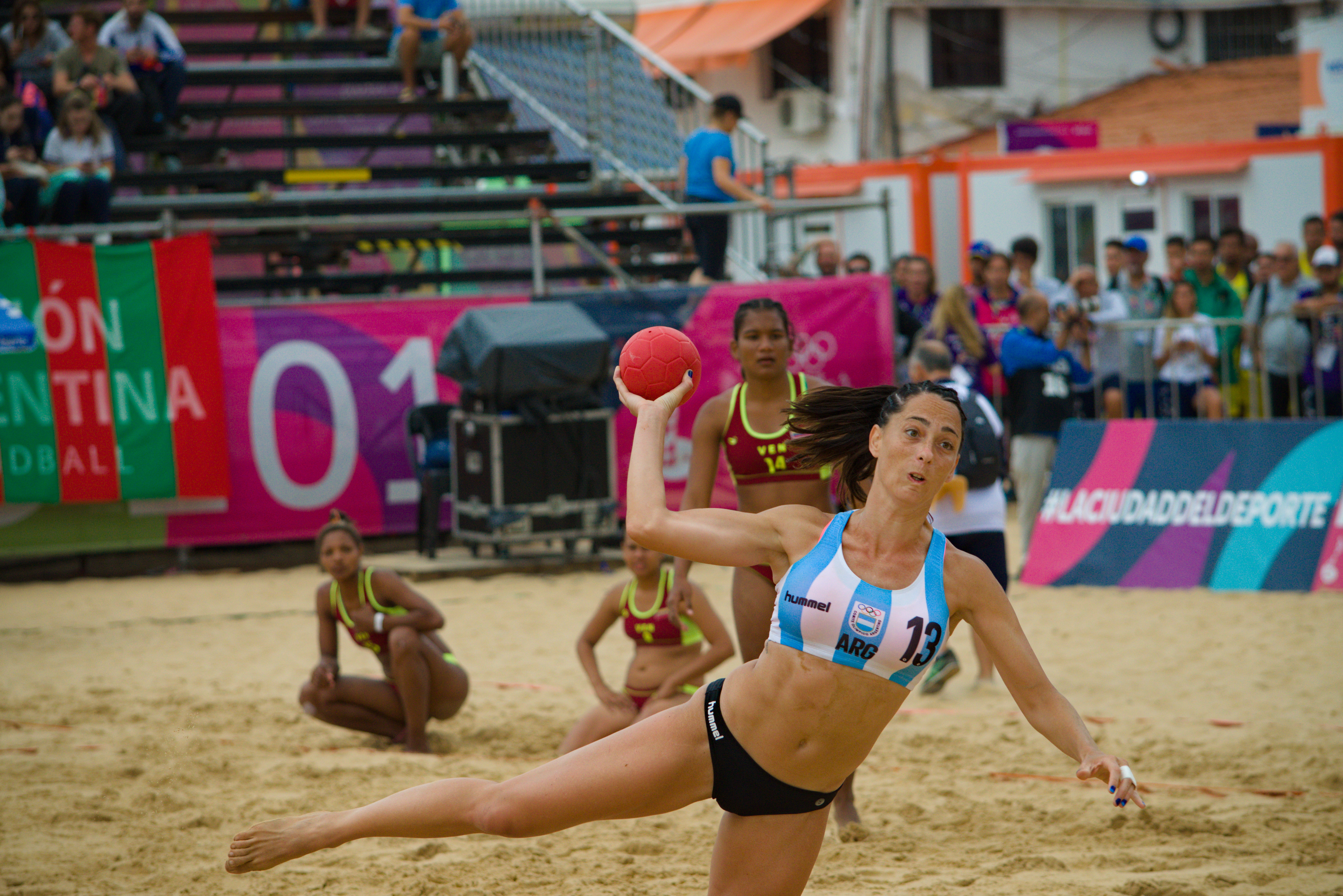
Meccia beim Torwurf im Halbfinalspiel gegen Venezuela bei den South-American Beach Games 2019

Nur wenige Monate nach dem olympischen Erfolg fanden in Rosario, also wieder vor argentinischem Publikum, die South-American Beach Games 2019 an. Mit Caterina Benedetti, Gisella Bonomi, Fiorella Corimberto, Carolina Ponce und Zoe Turnes bestand die Hälfte der Mannschaft nun aus Spielerinnen, die in Buenos Aires Gold gewonnen hatten. Erneut wurde das Finale gegen Brasilien erreicht, doch nun konnte dieses auch erstmals siegreich gestaltet werden und Meccia gewann ihren ersten internationalen Titel. Im weiteren Jahresverlauf standen die ersten Süd- und Mittelamerikanische Meisterschaften auf dem Spielplan, die nach der Trennung des Panamerikanischen Verbandes begründet wurden. Auch hier gab es in Maricá das Duell zwischen Argentinien und Brasilien, das dieses Mal die brasilianischen Gastgeberinnen für sich entschieden. Damit war auch die Qualifikation für die ersten World Beach Games verbunden, bei den Meccia mit Argentinien Sechste wurde. Es war für längere Zeit das letzte internationale Turnier, da der internationale Spielbetrieb aufgrund der COVID-19-Pandemie zum Erliegen kam.

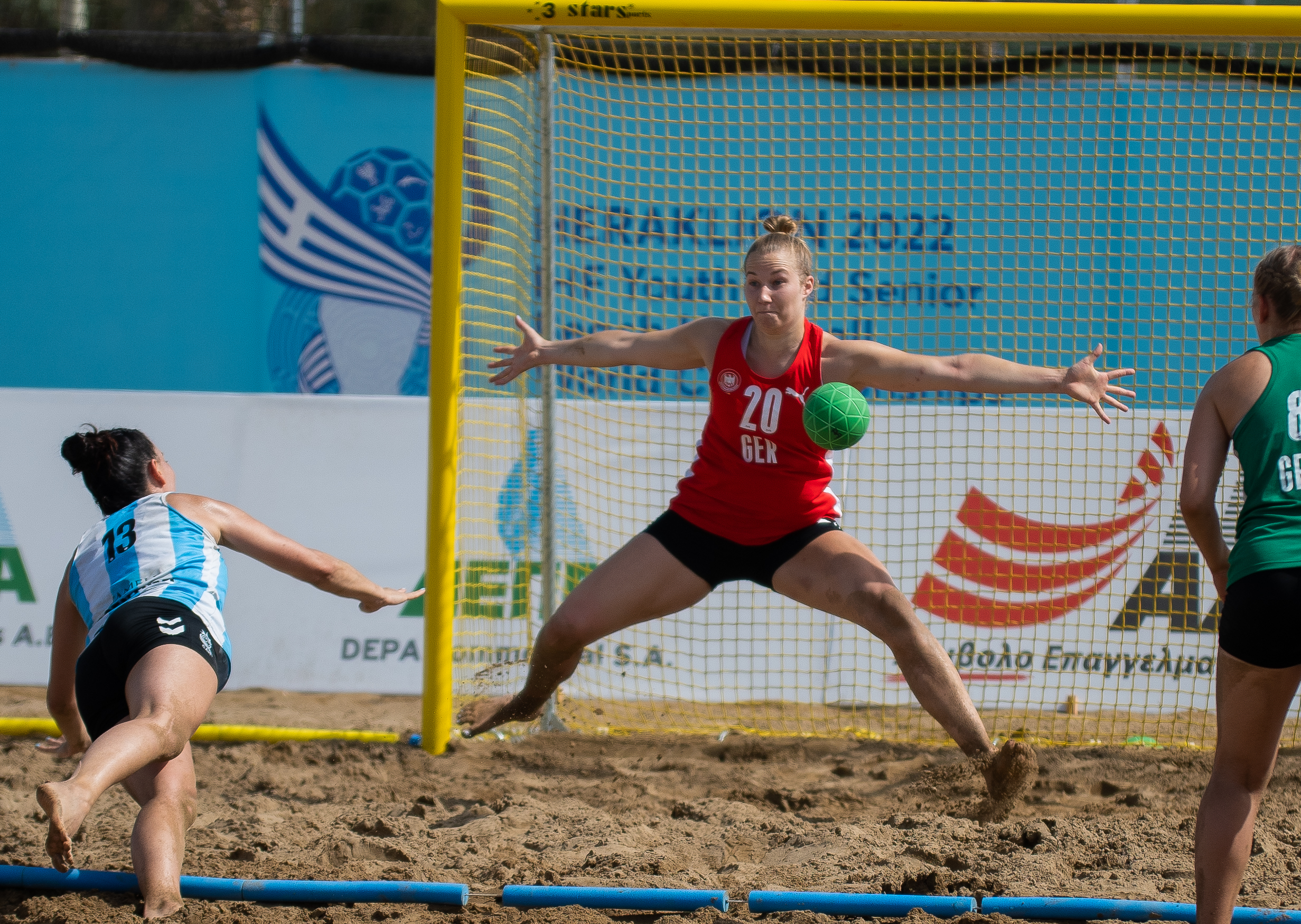
Meccia beim Torwurf auf das Tor von Katharina Filter im Hauptrundenspiel der WM 2022

Erst 2022 wurde die im Rahmen der Süd- und Mittelamerika-Meisterschaften der Spielbetrieb auf kontinentaler Ebene wieder aufgenommen. Und trotz drei Jahren Pause lautete die Finalpaarung in Maceió wiederum: die Gastgeber aus Brasilien gegen Argentinien. Erstmals konnte Argentinien in Brasilien gewinnen und damit die Vormachtstellung in Südamerika übernehmen. Die Qualifikation für die Weltmeisterschaften in Iraklio, Kreta war damit ebenso geschafft, wie für die World Games in Birmingham (Alabama). Bei den Weltmeisterschaften wurde erneut ein siebter Platz erreicht, mit dem Argentinien nicht wirklich zufrieden war. Besser lief es in den USA. Hier erreichte Argentinien wieder das Halbfinale und verlor dieses gegen Norwegen. Das Spiel gegen die Vereinigten Staaten war das letzte Länderspiel Meccias. Es wurde gewonnen und sie konnte sich mit dem Gewinn einer Bronzemedaille von der Nationalmannschaft verabschieden. Damit ist sie neben ihren Mannschaftskameradinnen Ivana Eliges, Agustina Mirotta, Florencia Bericio und Luciana Scordamaglia sowie ihren norwegischen Halbfinalgegnerinnen Elisabeth Hammerstad und Martine Welfler die einzige nicht-brasilianische Beachhandballerin, die zwei Medaillen bei den World Games gewinnen konnte.

### Vereinsebene
Auf Vereinsebene wurde Meccia 2015 Vizemeisterin in Brasilien, 2018 in Spanien. In Spanien wurde sie zudem als beste Abwehrspielerin ausgezeichnet. Zudem gewann sie mit ihrer argentinischen Mannschaft CABA 2018 und 2019 den argentinischen Titel.

## Erfolge
| World Games - 2017: 2. - 2022: 3. World Beach Games - 2019: 6. Weltmeisterschaften - 2014: 11. - 2016: 7. - 2022: 7. | Pan-Amerikanische Meisterschaften - 2008: 4. - 2012: 3. - 2014: 3. - 2016: 2. - 2018: 5. Süd- und Mittelamerikanische Meisterschaften - 2019: 2. - 2022: 1. | Südamerikanische Beach Games - 2009: 3. - 2014: 2. - 2019: 1. Andencup - 2015: 1. (Team A) |